# Victor Maurel
Pour les articles homonymes, voir Maurel.

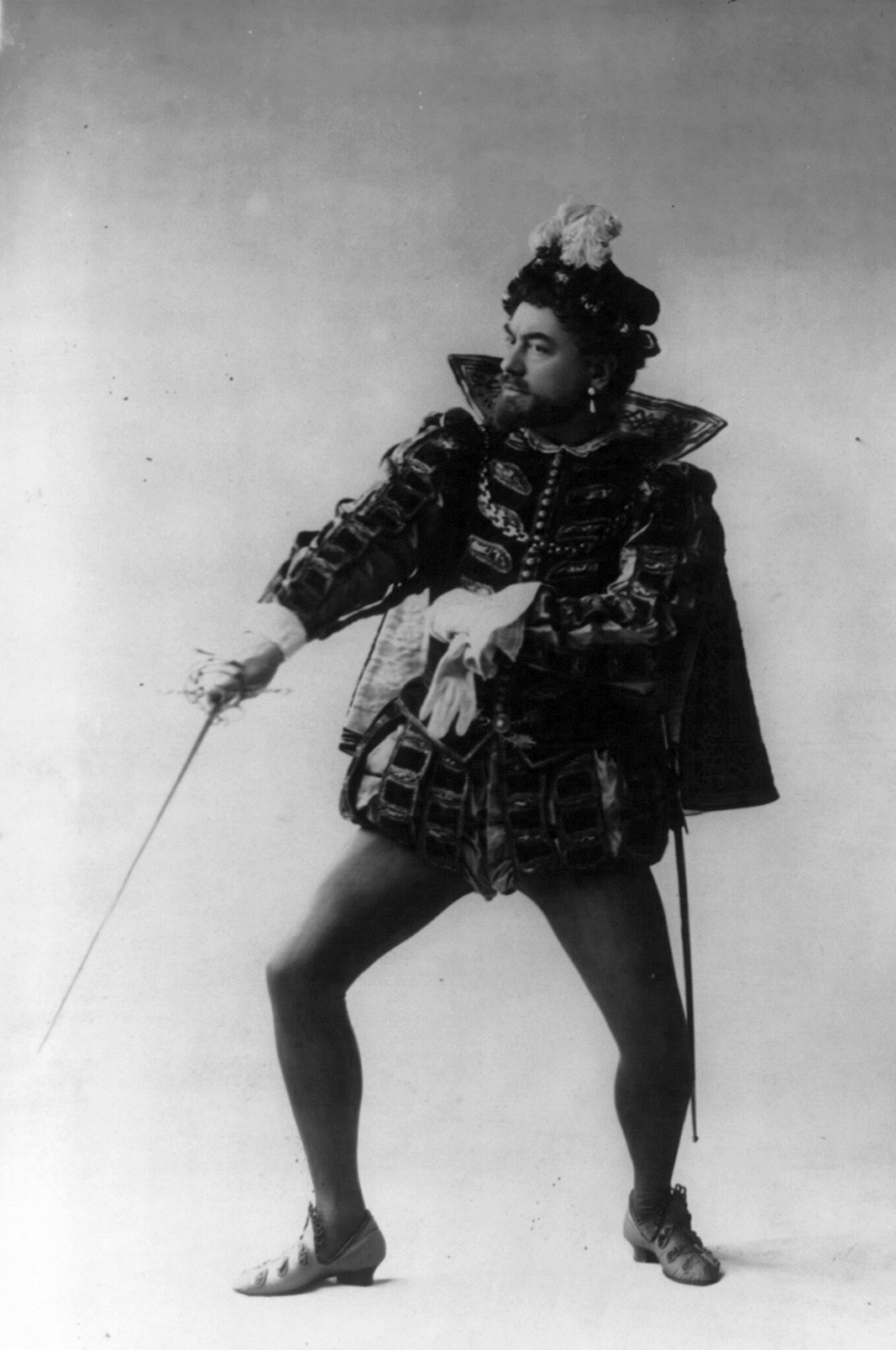
Victor Maurel en 1895

Victor Maurel, né Victor Salomon à Marseille le 17 juin 1848 et mort à New York le 22 octobre 1923, est un chanteur d’opéra français.

## Biographie

### Carrière
Victor Maurel naît à Marseille en 1848 sous le nom de Victor Salomon, fils naturel de Fleurette Salomon. Tout comme ses deux frères aînés et sa sœur cadette, il est légitimé tardivement par le mariage de ses parents, en 1863. Son père, Auguste Bruno Antoine Maurel, est alors architecte.
Après des études lyriques au conservatoire de sa ville natale et un début assez remarqué au Grand Théâtre (actuel Opéra municipal de Marseille) dans Guillaume Tell, Victor Maurel vient à Paris. Il étudie avec Eugène Vauthrot et Charles-François Duvernoy au conservatoire de Paris et y remporte, au concours de 1867, les deux premiers grands prix d'opéra et d'opéra-comique. Il est engagé aussitôt à l'Académie nationale de musique, où il double Jean-Baptiste Faure et Caron. Mais à cette époque, déjà, la carrière italienne le tente et, en 1869, il est engagé à la Scala de Milan.
Il fait ses débuts à la Scala en créant Il Guarany d'Antônio Carlos Gomes. Son éclectisme lui permet d’aborder des rôles très différents. Mais Iago (dans Otello), Falstaff et Don Giovanni sont ses rôles fétiches. Il a créé les deux premiers le 5 février 1887 pour Iago et le 9 février 1893 pour le rôle-titre de Falstaff.
Son humeur vagabonde l'entraîne à New York, à Londres, au Caire, à Saint-Pétersbourg, à Moscou. Sa réputation est alors largement établie. Vaucorbeil l'engage en 1879 et il rentre de nouveau au Grand-Opéra, où il chante Hamlet, Don Juan, Aïda, Faust. Et le voilà reparti encore pour l'étranger.
Il revient à Paris comme directeur du Théâtre italien, qui fait fureur en 1883 et qui est inauguré par la première représentation de Simon Boccanegra de Verdi. Ses camarades sont la Patti, Sembrich, Fidès Devriès, MM. Nicolini, Gayarré et les deux Rezké. L'entreprise n'est cependant pas heureuse et Maurel doit recommencer ses tournées.
En 1906, il crée une école de chant à Paris, qu’il transfère à New York en 1909.
Meilleur baryton verdien de son temps, il avait une technique irréprochable et un jeu expressif et intelligent. Il est l'un des premiers à se donner la peine d’analyser en profondeur ses personnages. On connaît de lui quelques enregistrements sur disque.

### Vie privée
En 1889, il épouse à Marseille Anne Marie Saunier, divorcée et déjà mère de Jeanne Morel, future artiste lyrique. Le couple a un fils : Victor (dit Berty) Maurel, futur médecin et époux de la mezzo-soprano espagnole Dolorès (Sanchez) de Silvera,,.
Les Maurel mènent une vie mondaine active, Mme Maurel organisant tout au long de sa vie de nombreuses soirées, auxquelles assistent des personnalités telles que Barbey d'Aurevilly ou Arsène Houssaye. En 1885, elle prend part à la Société chorale des femmes du monde et dirige à Paris une école de chant et de déclamation dans laquelle Victor Maurel enseigne. Elle meurt en 1913.
Vers 1908, Victor Maurel émigre aux États-Unis avec la dramaturge et scénariste française Fred de Gresac,. Ils sont toujours ensemble quand il meurt, en 1923.

### Hommage
Les postes monégasques ont émis un timbre-poste à son effigie car il avait chanté à l'Opéra de Monte-Carlo.

## Ses écrits
- À propos de la mise en scène du drame lyrique Otello (Rome, 1888)
- Le Chant rénové par la science (Paris, 1892)
- Un problème d’art (Paris, 1893)
- À propos de la mise en scène de Don Juan (Paris, 1896)
- L’Art du chant (Paris, 1897)
- Dix ans de carrière (Paris, 1897)